# 米格-27攻擊機
米格-27（俄语：МиГ-27）是蘇聯米高揚設計局以米格-23戰鬥機的基礎上發展出來的戰鬥轟炸機，北約代號鞭笞者-D/H/J(Flogger-D/H/J)。

## 設計特點

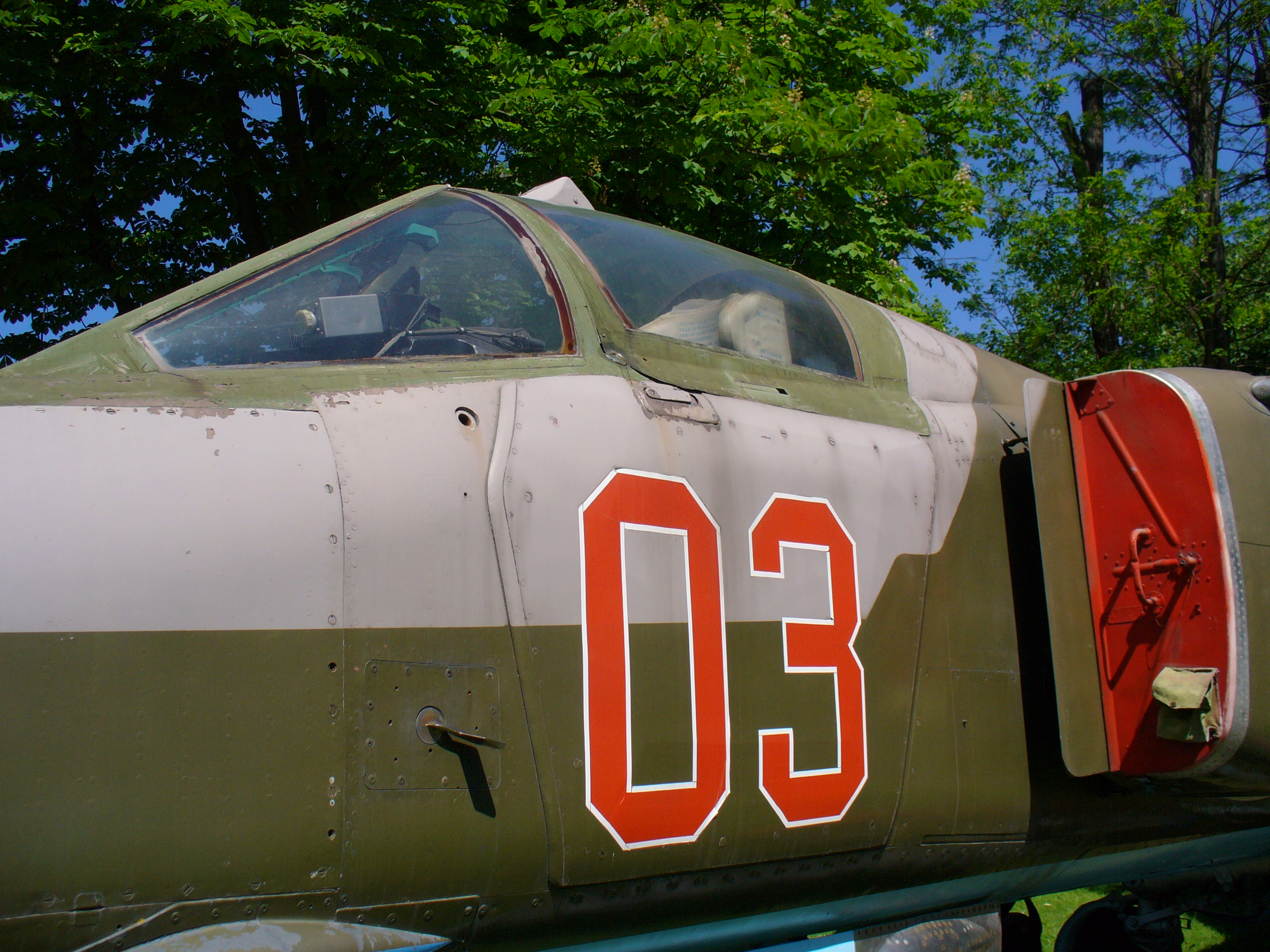
米格-27的座椅位置略為提高

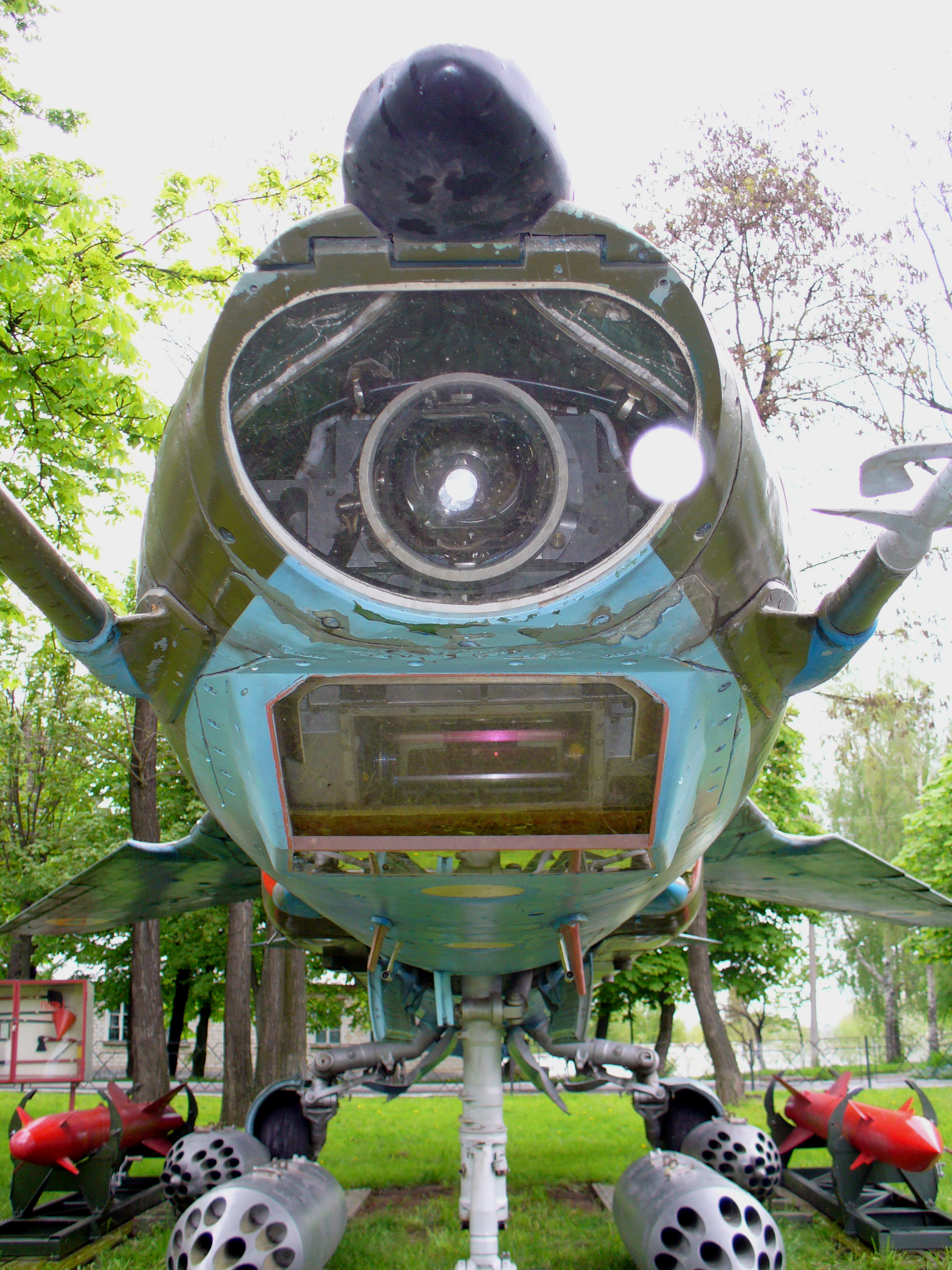
米格-27機頭的激光測距儀

1960年代，蘇聯空軍亟於尋找可以取代當時服役的戰鬥轟炸機的機種。蘇聯在當時的戰鬥轟炸機是使用戰鬥機進行改良發展，然而當時的戰鬥機技術導向是迎合超音速空戰發展，載彈量不理想，且飛機的空氣動力構型也是朝高速特化，不適合需要更多時間確定目標的對地密接支援任務。
1969年，蘇聯空軍需要一種新式對地攻擊機去抗衡北約的美洲豹攻擊機等西方對地攻擊機，其作戰構想是掛上四個250公斤炸彈作低空飛行後在目標上空作5分鐘轟炸飛行，當任務完成後高速脫離戰場，米高揚設計局分析了當時生產中的項目後，認為以米格23改良為戰鬥轟炸機是最合理的方案，一來是生產機具可以沿用，另外則是米格-23採用可變翼而有著良好的起降，低空飛行性能（機翼展開）和超音速飛行以作為任務後可以快速逃離（機翼收攏），符合了空軍飛行員在不同任務特性的偏好。
對於讓米格23增加對地攻擊能力的改造，早在米格27計畫正式進行前即已有初步成果，米格設計局以米格-23作為改良而推出了米格-23B，因為米格-23B的機頭重新設計，比原本的米格-23的機頭短和向下斜以改善向下視野，前機身兩側加上防彈裝甲和滅火設備，翼根整流罩內有飛彈照明設備和一部電視攝影機，米格-23B於1971年投產後很快改為生產其改良型米格-23BN（採用了新式導航系統），米格-23B/BN的北約代號是鞭撻者-F，之後很在加上新式雷達警告接收器後成為米格-23BK（北約代號鞭撻者-H）。
但米格-23B各型皆未完全滿足蘇聯空軍的要求，因此需要發展出一種新式對地攻擊機，米格設計局將2架米格23B作為對地攻擊機的改良衍生型，新機代號米格23BM。米格23BM座椅位置略為提高以進一步提高向下視野，座艙加上防彈裝甲，並將原先雷達變更為PrNK-23導航暨瞄準系統。該系統是以「軌跡-20」（俄语：Орбита-20）航空電腦為核心，連接KN-23綜合導航系統、S-17 VG-1瞄準儀、FON雷射測距儀等設備。PrNK-23可讓戰機沿著設定航線進行自動飛行，使飛行員可以更專注在對地攻擊任務標定。由於航電僅安裝了雷射測距儀而無雷達，米格-27祇能配裝雷射導引炸彈或電視導引空對地飛彈。
此外，因為米格23BM設定的作戰環境多在中低空域，因此設計局取消了可以在高空2倍音速所需要的可變式進氣道，將進氣道簡化為固定式節省重量。為了在條件更差的野戰機場操作，米格23BM還強化了起落架；為了提高對地掃射火力，固定機炮由米格-23的23毫米口徑雙管GSh-23機炮換用呈口徑更大的30公厘6管GSh-6-30加特林机炮，這成了米格-27和米格-23B各型在外觀上最明顯的分別，動力方面由米格-23B各型的R-27改為加大推力的圖曼斯基R-29-300發動機，令其載彈量由3,300公斤增至4,000公斤。
1972年，米格23BM首飛，1975年正式採用，並更名為米格27。
米格-27由K型開始，翼套向前延伸成為邊條，之後的M型和D型也一樣，這成為分別米格-27K/M/D和基本型米格-27以及米格-23BN的外貌特徵。
不過，當時在蘇聯中不只有米格設計局理解可變翼戰機在對地攻擊的優勢，蘇凱設計局也使用了Su-7的機身搭配PrNK-23系統，研製出Su-17系列戰鬥轟炸機，成為米格設計局在共產世界戰鬥轟炸機上的有力競爭對手，且因為Su-17系列造價更為低廉，這導致米格27沒有獲得廣泛用戶青睞。

## 型號
- 米格-27

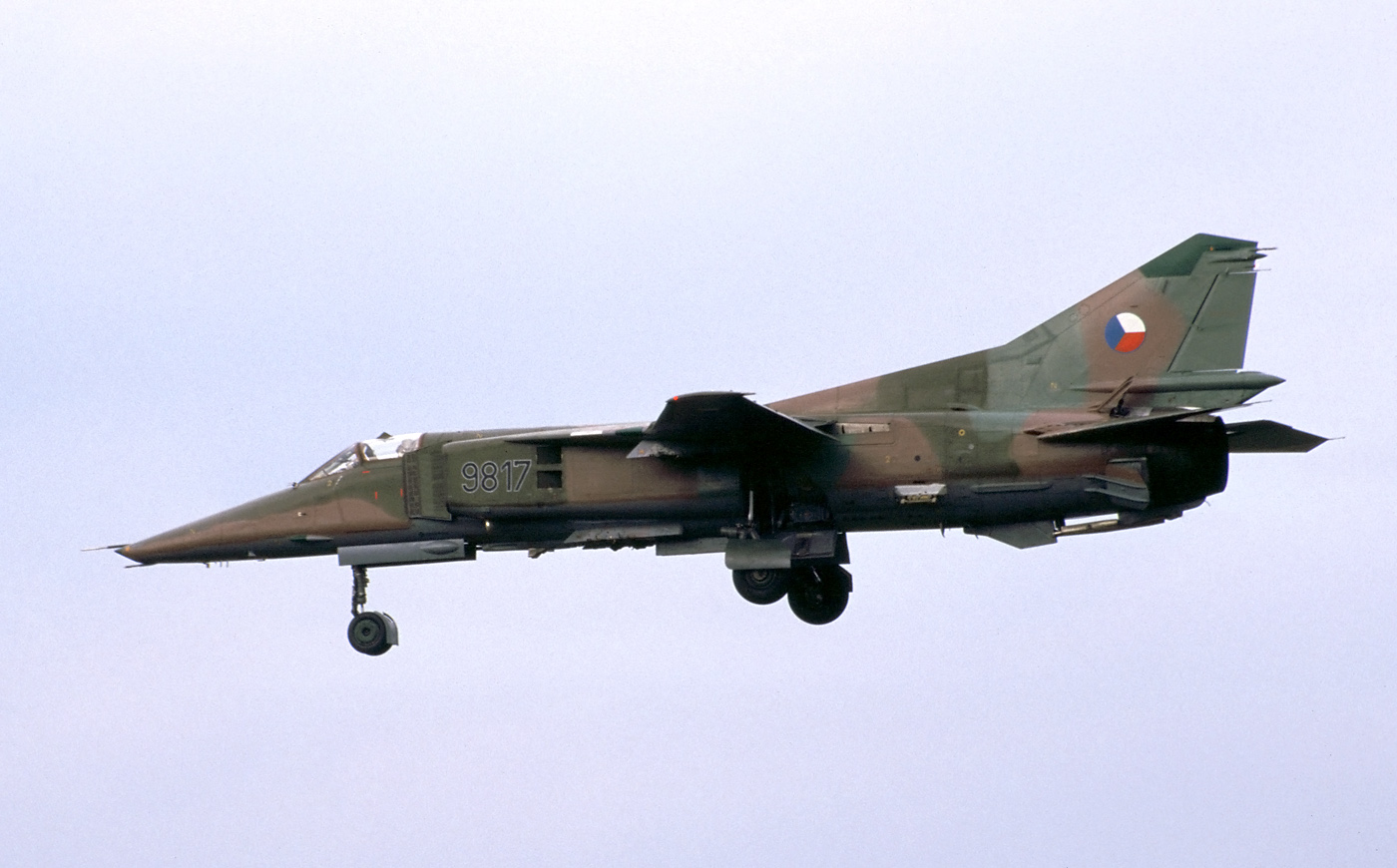
米格-23BN

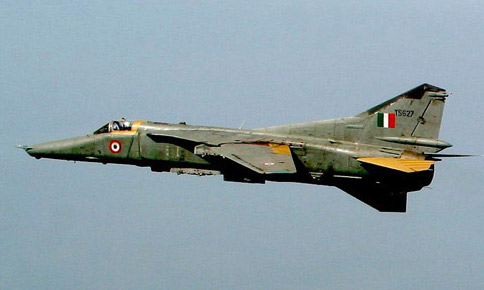
印度生產的米格-27ML攻擊機

原本名叫米格-23BM，北約代號「鞭笞者」D，基本型，裝備早期的背景瞄準系統
- 米格-27K

原本名叫米格-23BK，北約代號「鞭笞者」H，裝備海雀瞄準系統，翼套向前延伸成為邊條
- 米格-27M

北約代號「鞭笞者」J，由較為簡單的楓樹瞄準系統取代了海雀瞄準系統，和米格-27K一樣，翼套向前延伸成為邊條
- 米格-27D

北約代號也是「鞭笞者」J，依照米格-27M把現成的基本型米格-27進行改良，因此米格-27D和米格-27M很難分別
- 米格-27ML

原本名叫米格-27L，米格-27M/D的外銷型，主要給印度HAL生產

## 實戰

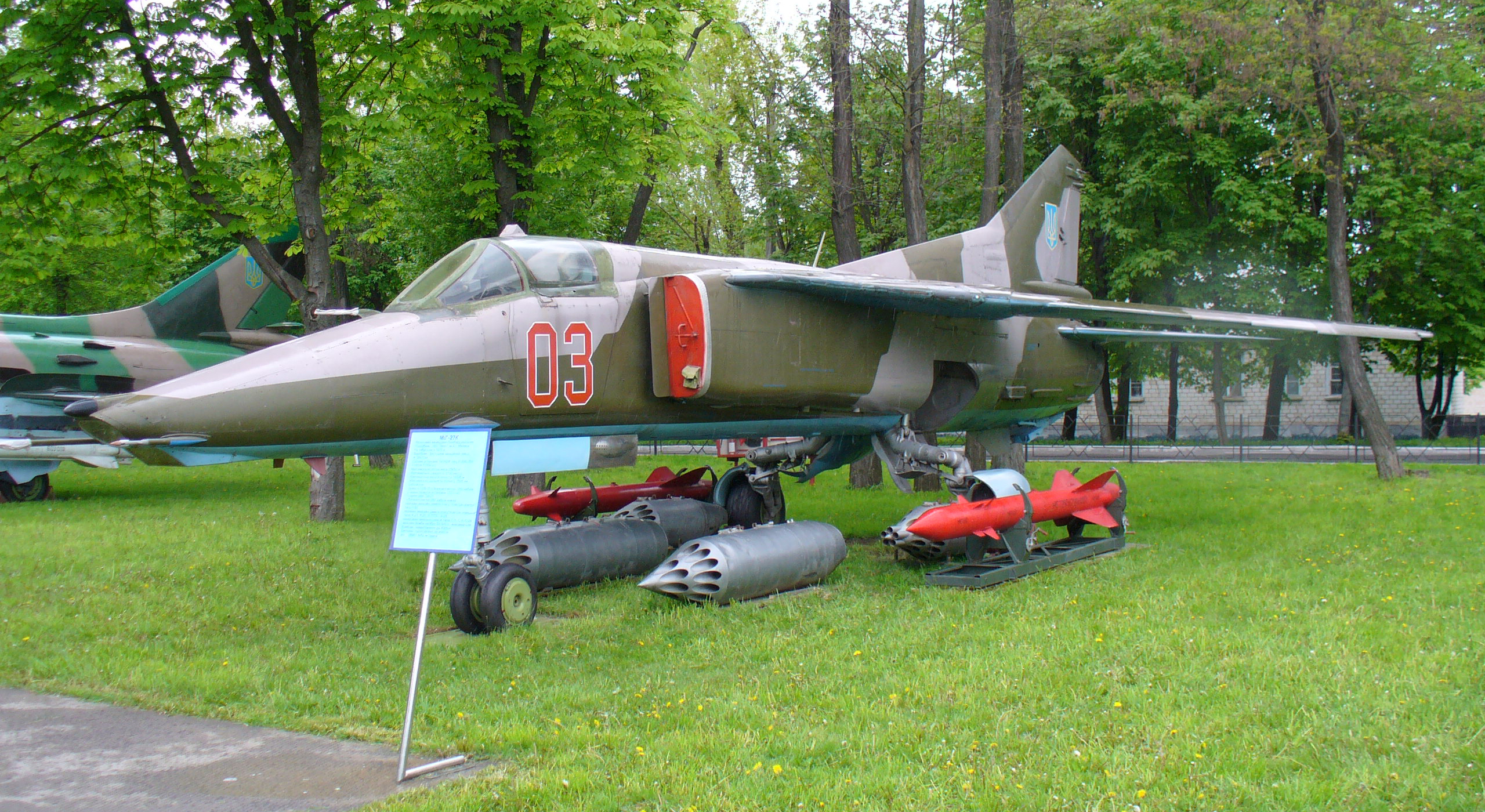
米格-27可以掛載的對地攻擊武器

前蘇聯的米格-27曾用於阿富汗戰爭，斯里蘭卡的米格-27曾用於該國僧加羅政府軍對泰米爾之虎游擊隊的內戰。

### 阿富汗戰爭
蘇聯於1979年12月24日發動阿富汗戰爭，當初駐阿富汗的蘇聯空軍的對地攻擊機是Su-17攻擊機而不是米格-27，但在駕駛米格-27飛行員的力爭之下，蘇聯空軍第134團的米格-27M和米格-27D於1988年10月29日抵達阿富汗戰場。
在阿富汗的米格-27M/D主要掛上無導引炸彈，在聖戰者的秘密基地上空以45度角俯衝到大約5000米高度投彈，也就是說原本米格-27可掛載的各種精確導引武器在阿富汗皆用不上，在阿富汗的米格-27M/D也會在夜間攻擊運送支援聖戰者物資的運輸車輛以及在聖戰者行動的道路上空投地雷，聖戰者也會用由美國提供的肩射FIM-92刺針便攜式防空飛彈還擊，也因此在阿富汗的米格-27M/D會加裝热诱饵弹自保。
原本駐阿富汗的米格-27M/D會在1989年1月27日撤離阿富汗但最終卻要在2月4日才回國。

### 斯里蘭卡內戰
斯里蘭卡僧加羅族政府為了應付由泰米爾族組成的泰米爾猛虎游擊隊發動的內戰，2000年由烏克蘭買了6架米格-27M並由烏克蘭僱傭兵駕駛，這6架米格-27M主要轟炸斯里蘭卡北部由泰米爾猛虎游擊隊控制的村莊，2001年8月18日，一架米格-27M被猛虎游擊隊擊落。

## 使用國家

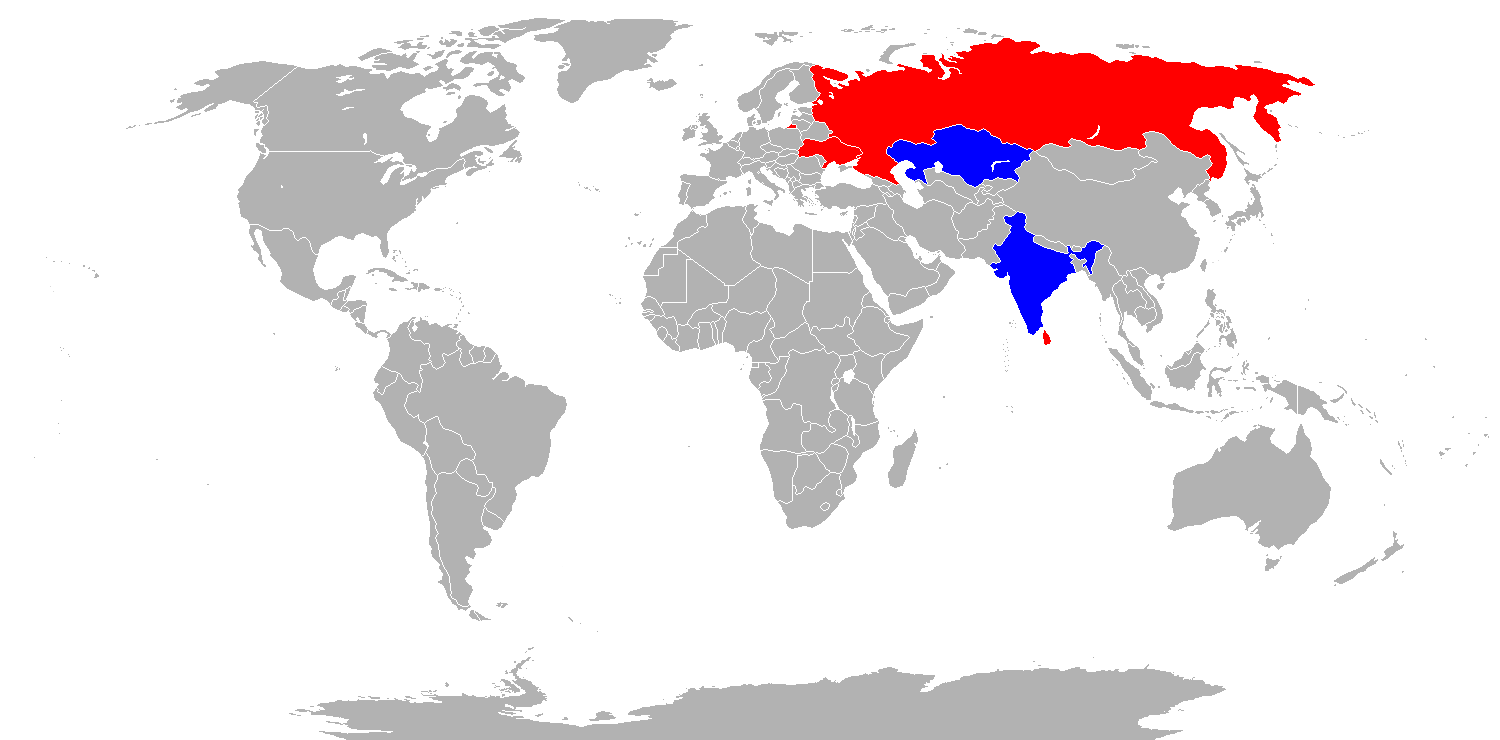
藍色是代表仍在服役，紅色代表已退役

- 印度（於2019年12月27日全數退役）
- （2023年宣佈退役並拍賣[2]）
- 俄羅斯
- 斯里蘭卡
- 乌克兰
- 苏联

## 流行文化
- 在日本漫畫家新谷薰畫的漫畫「基地88」，當中由反政府軍僱傭兵駕駛的戰機就是米格-27。(當時鐵幕內的資訊不發達，漫畫中繪製的構型更接近Mig-23BN)
- 在游戏《战争雷霆》，于版本2.9“直接命中”中加入MiG-27M。

## 外部連結
- 米格-27 （页面存档备份，存于）
- 米格的天空 （页面存档备份，存于）
- 从前线战斗机到对地攻击机，米格-23/米格-27“鞭笞者”发展简史（下） （页面存档备份，存于）